# Iyanla Vanzant
Rhonda Eva Harris (Brooklyn, 13 de setembro de 1953), mais conhecida por Iyanla Vanzant, é uma proeminente life coacher dos EUA.